# 五辛

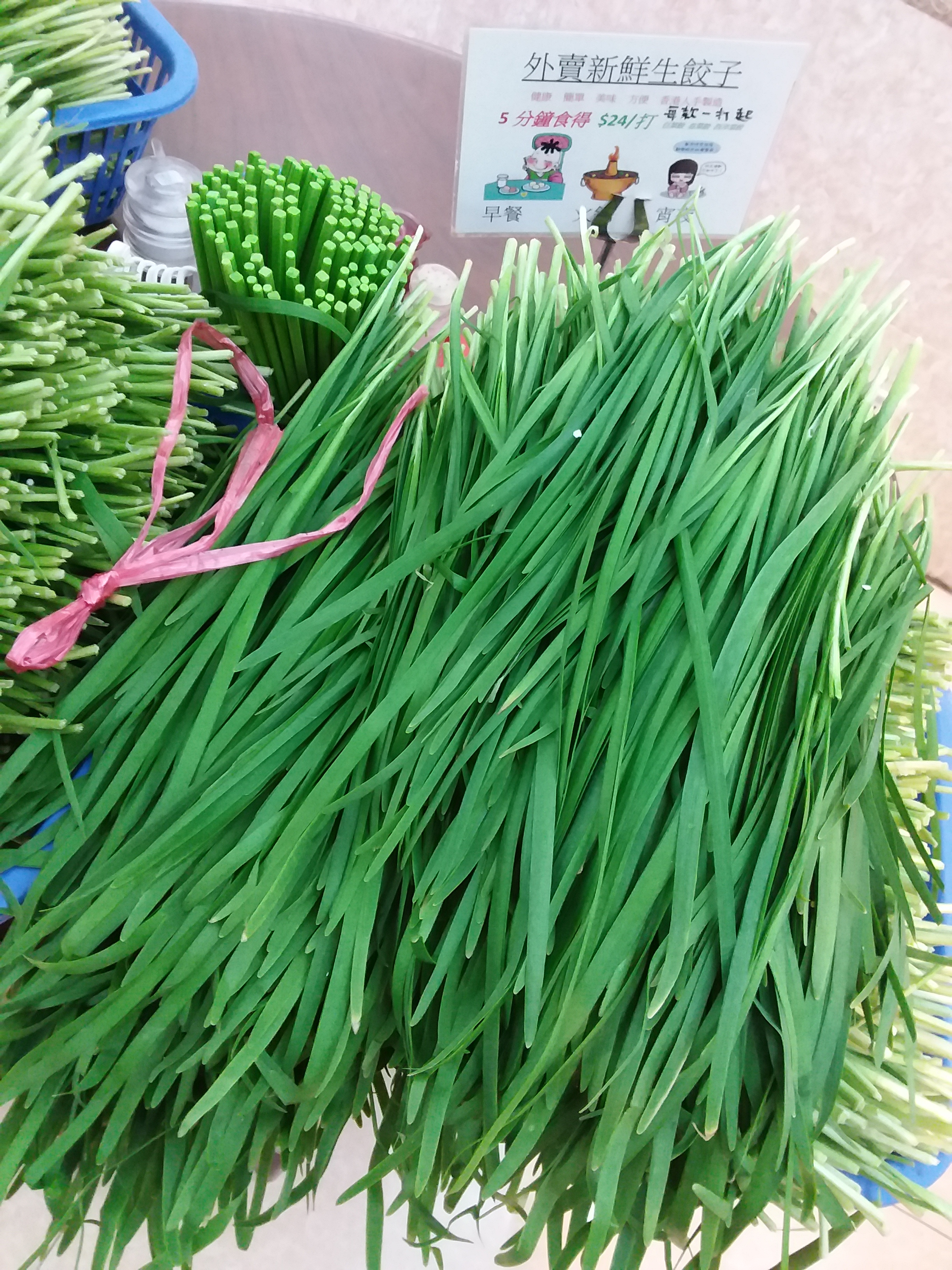
ニラ

五辛（ごしん、梵: pañca parivyaya、チベット語: spod）とは、五つの辛味ある野菜のこと。五葷ともいう。酒と肉にならんで、仏教徒では禁食されている食べ物である。具体的には韮 (にら)、葱 (長ねぎ、玉ねぎ)、蒜 (にんにく)、薤 (らっきょう)、生姜（しょうが）のことである。楞厳経の巻八に、この五種の辛味を熟して食すと淫がめばえ、生で食すと怒りが増し、十方の天仙はこの臭みを嫌い、離れてゆく（此五種之辛，熟食發淫，生啖增恚，十方天仙嫌其臭穢，咸皆遠離）とある。もともとはインドのバラモンで禁忌とされていた。道教でも同様に心が落ち着かず修行の邪魔になるとされ、食べないほうが良いとされている。
地域や時代によっては生姜が五辛に含まれなかったりすることがあり、生姜の代わりに香菜（コリアンダー）が含まれたり、長ねぎと玉ねぎを分けて、五辛にするなど経典や場所によって違いがある。